# Un anarchiste
Un anarchiste (An Anarchist) est une nouvelle de Joseph Conrad publiée en 1906.

## Historique
Un anarchiste, un récit désolant paraît en 1906 dans le Harper's Magazine, puis en 1908 dans le recueil de nouvelles A Set of Six (traduit en français par Six nouvelles).
Grâce à son ami et collaborateur Ford Madox Ford, Conrad a découvert les milieux anarchistes de Londres. De ces rencontres, il tirera les nouvelles Le Mouchard et Un anarchiste, ainsi que le roman L'Agent secret.

## Résumé
Dans une île de l'estuaire d'un grand fleuve sud-américain, un chasseur de papillons rencontre « un citoyen anarchiste de Barcelone ». Il nous raconte l'histoire de Crocodile, ce pauvre ouvrier français anarchiste malgré lui évadé du bagne de  Cayenne, mécanicien sur un petit vapeur...

## Éditions en anglais
- An Anarchist, dans le Harper's Magazine en août 1906, aux États-Unis.
- An Anarchist, dans le recueil de nouvelles A Set of Six, chez l'éditeur Methuen and Co à Londres, en août 1908.

## Traduction en français
- Un anarchiste, traduit par Pierre-Julien Brunet, Mille et une nuits/Fayard, Paris, 2013.
- Un anarchiste, traduit par Pierre Coustillas, dans Conrad (dir. Sylvère Monod), Œuvres, t. III, Paris : Gallimard, coll. « Bibliothèque de la Pléiade », 1987.